# 化学ぞうきん

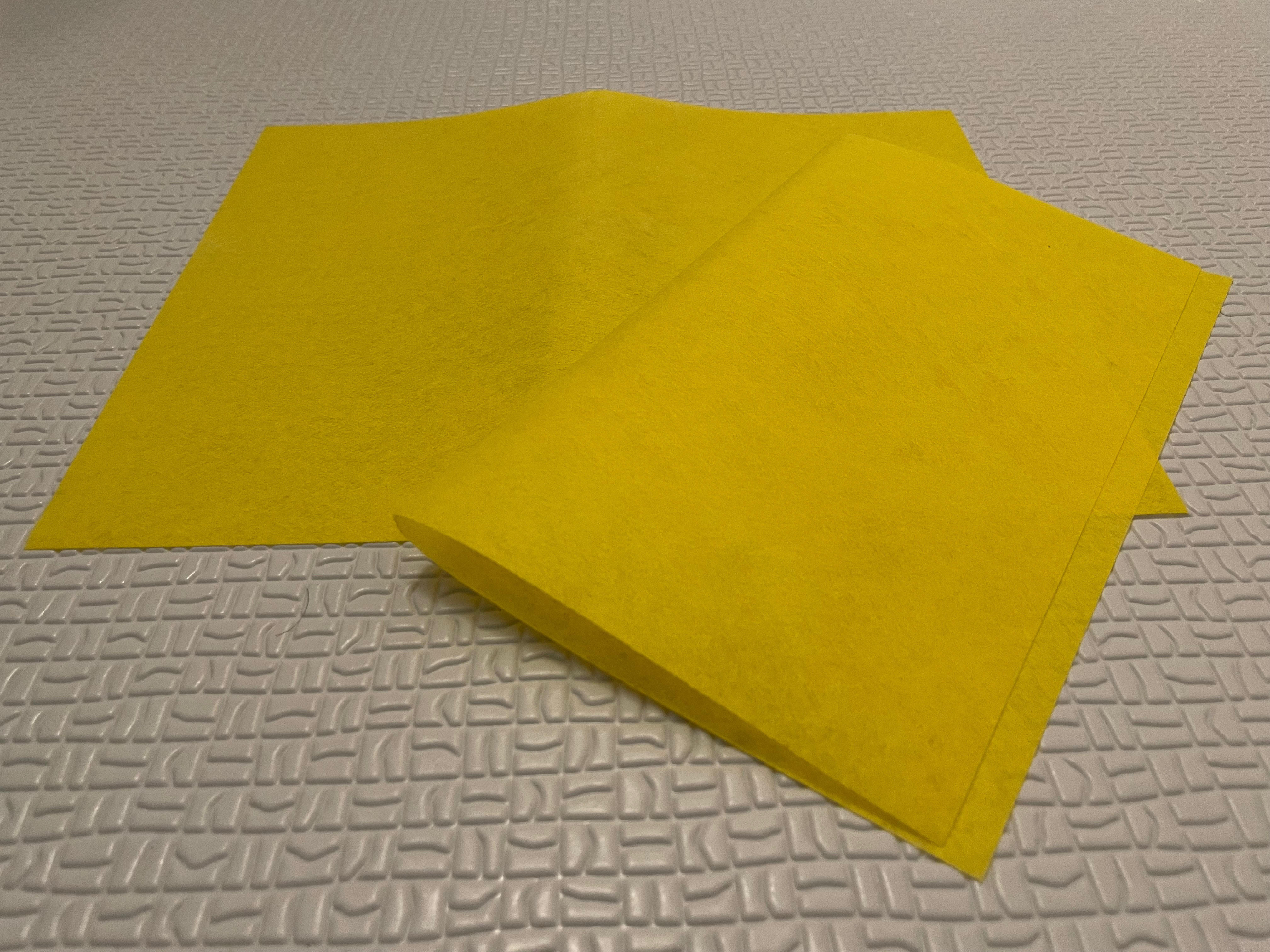
化学ぞうきん（クロスタイプ）

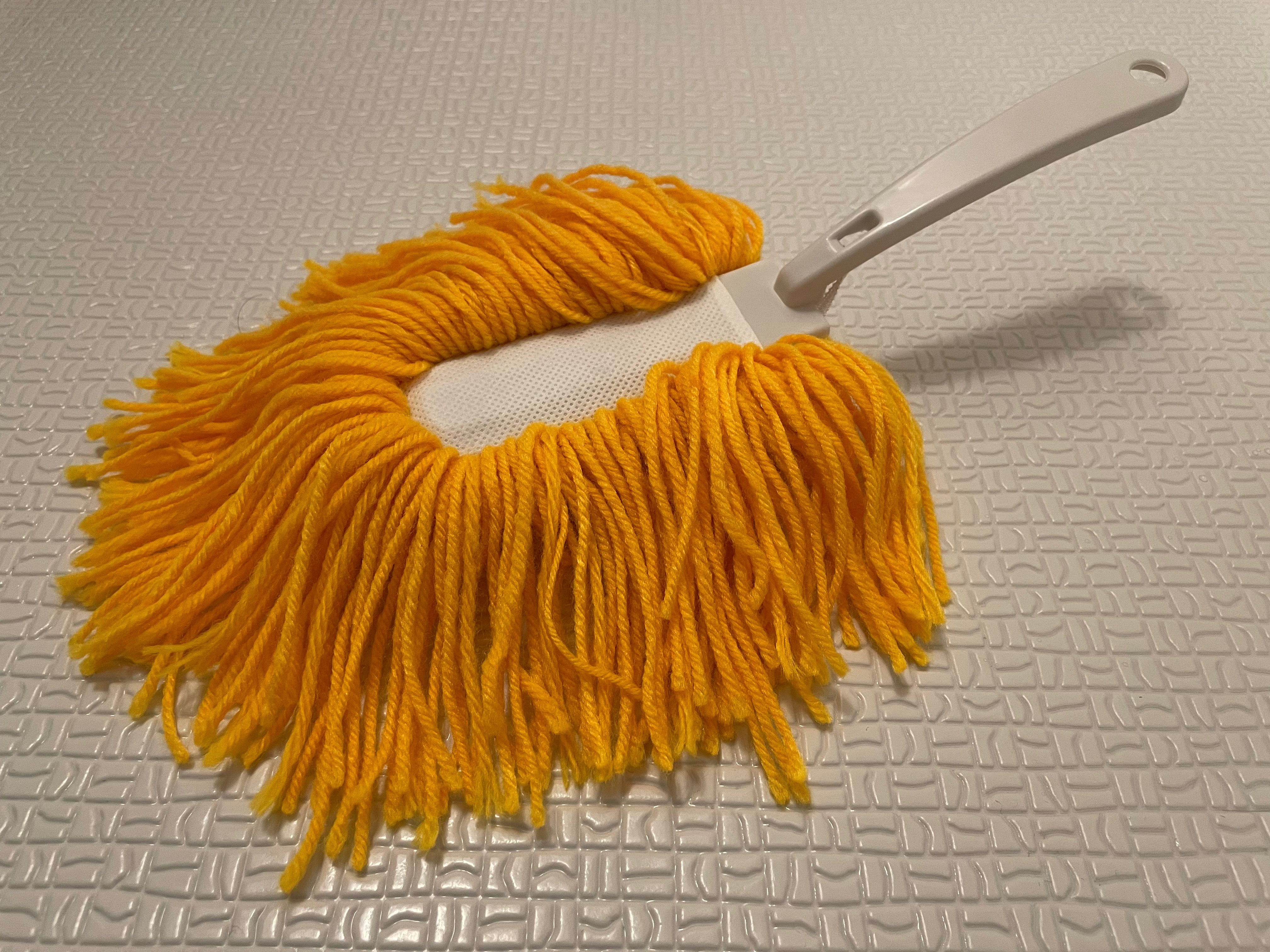
ハンディサイズの化学モップ

化学ぞうきん（かがくぞうきん、化学雑巾）とは、ごみやほこりを吸着しやすい薬剤を含浸させた紙や布を用いた清掃用具である。ダストコントロール商品と呼ばれることもある。形状からは大きく分けてクロスタイプとモップタイプがあり、モップタイプは化学モップとも呼ばれる。アメリカでは1950年代に一般に普及し、日本では1960年代に商品化された。

## 除塵機序
従来の箒と雑巾による清掃が、ごみを箒で、ほこりを水拭きで取り除くのに対して、化学ぞうきんは、繊維に含浸された吸着剤（吸塵剤）によってごみやほこりを繊維内に吸着し保持するものである。一見、乾式清掃のように見えるが、実際には繊維による接着ではなく、吸着剤のぬれによる捕集である。軽く拭くことにより、ほこりの粒子の表面を吸着剤の薄い膜で覆い、繊維表面に捕集し保持する。ほこりを舞い上げることがないため、衛生的とされる。
あくまでほこりを吸着するものであり、汚れやシミを落とすものではない。多孔質な木製の柱や箪笥などに使用した場合、吸着剤などの油剤の成分を吸収して逆にシミや変色の原因となることがある。また、微細なほこり粒子の捕集に極めて有効であるものの、大きな粒子は保持できない。1988年（昭和63年）頃に新潟県消費生活センターが市販の18種類（クロスタイプ9種類、モップタイプ9種類）の化学ぞうきんのごみの吸着率を調べたところ、ベビーパウダーのような微細な砂や繊維成分の吸着率は良好であったものの、細かい砂は一部製品で吸着率が劣り、粗い砂では50％程度の吸着率であった。これらの結果から、新潟県消費生活センターでは「化学ぞうきんだけに頼るのではなく、汚れや場所に応じて、水拭き、乾拭き、電気掃除機などといった従来の掃除様式を使い分けることが望ましい」としている。

## 種類

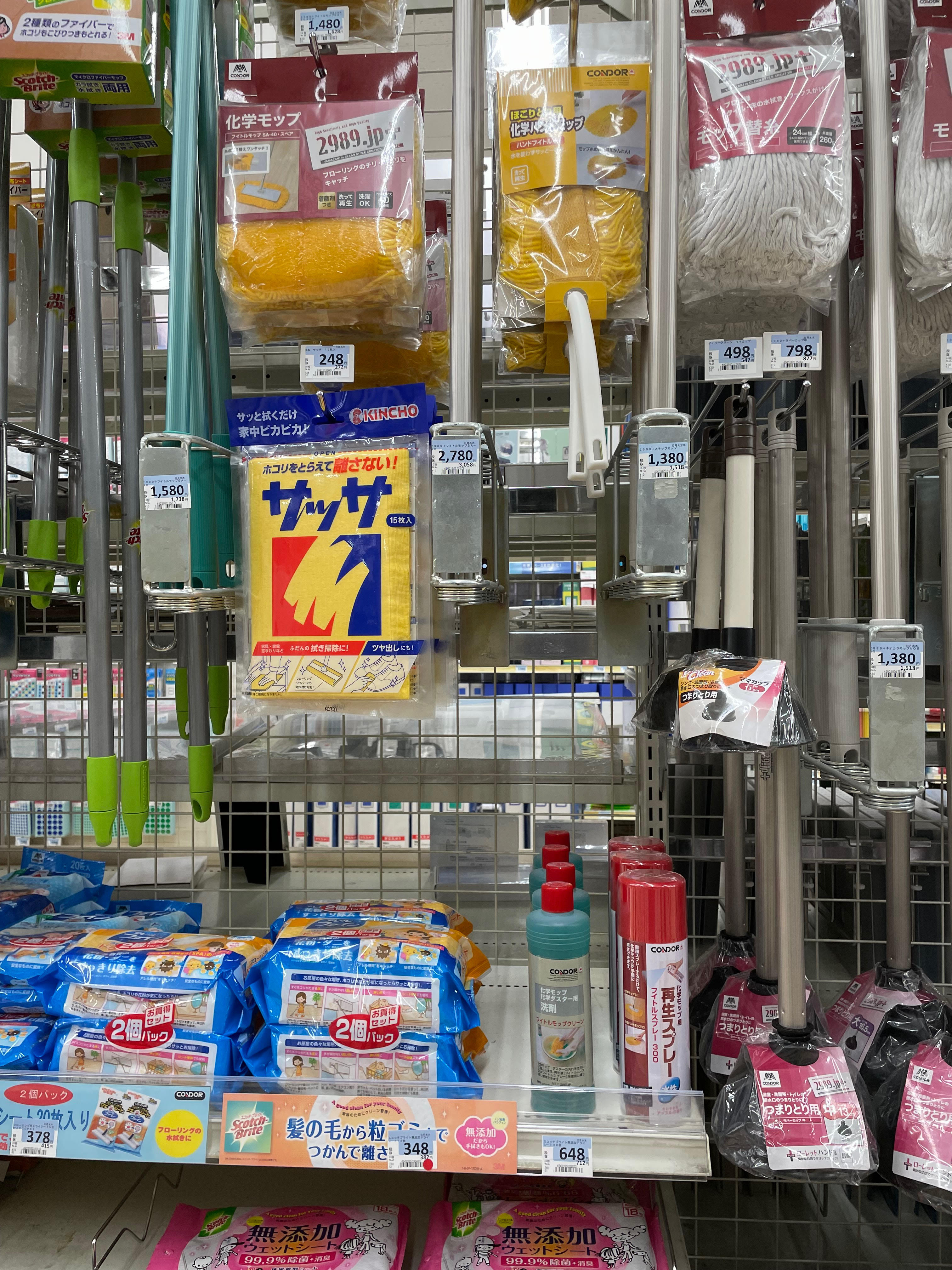
日本のホームセンターの清掃用品売り場（上部に化学モップ、中段に化学ぞうきんが見え、下の棚のスプレー缶がスプレー式のもの）

形状による分類では、大きくクロスタイプとモップタイプに分けられるが、これ以外にもはたきなどのほか特殊な形状のものもある。クロスタイプには紙製のものや布製のものがあるが、多くは不織布製である。布製の物は綿100 %であるものが多い。モップタイプは化学モップとも呼ばれ、木綿やアクリル繊維製のレンタルが一般的である。家庭用は20–30 cmのものが多く、業務用では180 cmのものまで様々なサイズがある。除塵マットを含める場合もある。
販売方法の違いからは、レンタル方式と販売（売り切り）方式に分けられる。日本では90 %以上がレンタル方式であり、ダスキンが全体の60 %のシェアを誇る。販売方式では紙製のクロスタイプが多く、大日本除虫菊や山崎産業などから販売されている。
これらのほか、消費者が薬剤を雑巾等の繊維に直接吹き付けるスプレー式のものも市販されている。

## 歴史
ルーツは、1945年（昭和20年）に アメリカ海軍が取得した特許に遡る。これは、病院のリネンなどに油剤を含浸させるというもので、ほこりとそれに付着する細菌を吸着させ、院内感染の防止を意図したものであった。これに、当時ほこりを原因とする電話交換機の故障に悩んでいたベル電話会社が注目し、油布を使用して床面のほこりを舞い上げることなく拭き取る清掃方式を開発した。アメリカでは、ダストコントロール方式やドライメンテナンス、あるいはベルシステムと呼ばれ、1950年代半ば以降に一般清掃用具として製品化されると、フランチャイズ方式によって広く普及した。

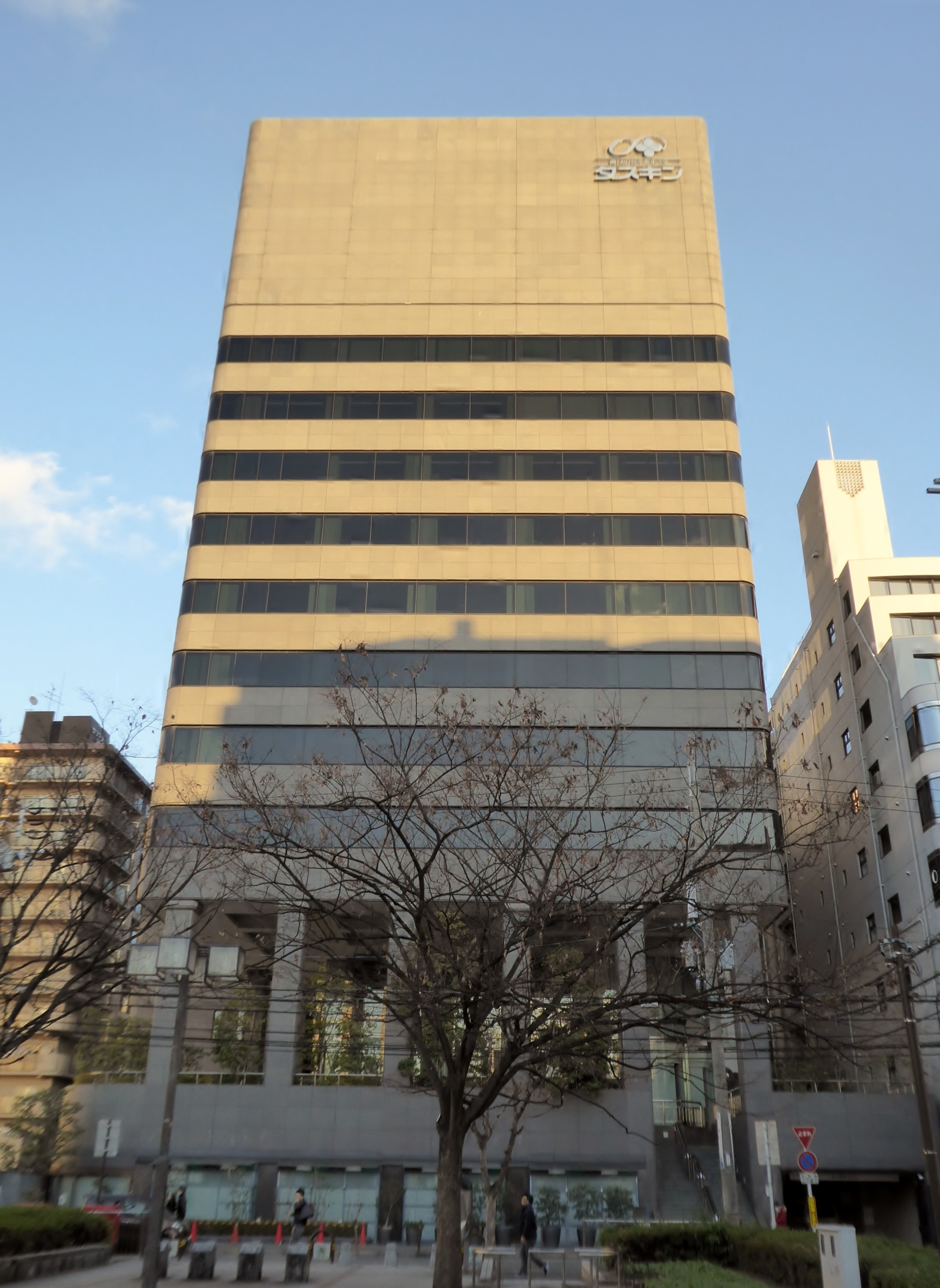
化学ぞうきんで日本最大手のダスキンの本社（2019年1月）

日本への伝播は、1959年（昭和34年）頃、当時艶出しワックスの会社を経営していた鈴木清一が、カナダのクリーニング会社を通じてダストコントロールを知って興味を持ったことが発端である。しかし、アメリカなどで使われていたものは油分が多く、そのままでは日本の家庭では使えなかった。基本的に室内でも下足を用いる欧米では床に油分が残ってもむしろ光沢が増すと歓迎されたが、室内では下足を脱ぐ習慣の日本では、清掃後に油分が残るのは不都合であったためである。鈴木らは、畳などを含む日本の住居でも使える製品の開発を始めた。最大の問題は、油分でほこりを保持しつつも清掃面に油分を付着しにくくするという点であったが、試行錯誤の末、重質アルキレートを使用することで解決。1964年（昭和39年）に完成し、「ホームダスキン」として販売を開始した。鈴木は、フランチャイズ方式によるレンタル制度を導入し、雑巾を洗うという主婦の手間を省いたことから、短期間のうちに普及していった。
その後日本の市場は毎年10 %超で成長し、1973年（昭和45年）の市場規模は300億円となった。1971年（昭和46年）6月1日にはレンタル方式の業界団体として「社団法人日本ダストコントロール協会」が設立された。この設立準備の打ち合わせの際に、所轄庁である通商産業省の担当者が「化学ぞうきん」の語を使い、その後この商品群を表す日本語として定着した。
1973年（昭和45年）頃の調査では、化学ぞうきんの認知度は91 %に上り、38 %が実際に使用しているあるいは使用したことがあると答えた。この頃の日本の化学ぞうきん市場はダスキンが60 %以上のシェアを占め、残りを約50社の小規模メーカーで分け合う状態であったが、1970年（昭和45年）に大日本除虫菊が使い捨てで売り切り方式の「サッサ」で参入。1973年（昭和48年）には花王石鹸が「リビングクロス」、ライオン油脂も「リードクリーパー」という、ともに使い捨て売り切り方式で化学ぞうきん業界に参入した。それでも1987年（昭和62年）頃の調査でも、レンタル方式が93 %を占め、売り切り方式は7 %、推定シェアはダスキンが約60 %、大日本除虫菊が2–3 %であった。日本ダストコントロール協会が同協会の1号正会員を対象にした調査では、日本における2018年（平成30年）のダストコントロール業界の市場規模は2,836億円となっている。

## 構成
化学ぞうきんは、吸着剤などの油剤が含浸された繊維体であり、各メーカーでは、繊維素材や油剤の配合などで工夫を競っている。
化学ぞうきんの基体となる繊維素材については、繊維の集合体であればどのようなものでも使用可能であるが、多くの場合、木綿繊維が使用される。クロスタイプの場合は、ほこりの捕集性という点から、2dtex以下の極細繊維で低絡合のスパンレース不織布が優れる。ただし、交絡状態が低いと強度に劣るため、より強度のある不織布などと複合して補強したものを用いることもある。また、吸着剤などの油剤や捕集したほこりを保持するための形状も重要であり、商品の使用感も含めてさまざまな組み合わせの中から形状が検討される。
繊維に含浸させる油剤の主成分は吸着剤であり、油剤全体の約9割を占める。主としてパラフィン系の鉱物油が用いられるが、ナフテン系や芳香族系、ワセリン、シリコーン系などの鉱物油や合成油も使用される。ほこりの捕集性に加えて、加工工程において、水中で乳化分散すること、水中での油滴粒がカチオン性を示すこと、他の配合物と相溶すること、低温で安定であることなどが重視される。家具等の塗料を傷めない意味ではアニリン点の高いものが、常温での乾燥を避ける意味では沸点が300 ℃以上のものが望ましい。
吸着剤を安定的に含浸させるとともに吸着力を高めるために界面活性剤が配合される。吸着剤を乳化分散させるための非イオン界面活性剤、カチオン性を有し自己吸着性を妨げない両性界面活性剤または陽イオン界面活性剤が必要とされ、これらの使用比率や吸着剤との配合率が重要となる。通常は吸着剤の数%程度が配合される。
吸着剤・界面活性剤に加えて、ほこりの中の細菌やカビの増殖を抑えるために抗菌剤や防カビ剤が添加されるほか、酸化防止剤や香料を入れるものもある。抗菌剤・防カビ剤としては有機塩素化合物やチアベンダゾール等が用いられ、油剤全体の20 %を占める製品もあるという。

## 製造工程
化学ぞうきんの製造にあたっては、適正な油剤量を含浸させることが最重要となる。特に化学モップの場合はレンタルされることが多く、一定期間（少なくとも2週間）の使用に耐えうる油剤を含浸させる必要がある一方、過剰な油剤はほこりの捕集力を落とすだけでなく、清掃面に油剤が転移して汚れとなる可能性がある。そのため、必要最小限の油剤量とする必要がある。
まず、鉱物油等の主成分と水に、陽イオン界面活性剤または両性界面活性剤と、非イオン界面活性剤を配合して、乳化液とする。これを、基材となる繊維素材に適量を均一に含浸させる。スプレーやロールによる塗布などの方法もあるが、広く用いられているのは均質で含浸量の制御が容易な浸漬含浸法であり、その中でも特に自己吸着法である。これは、水中で繊維が負に荷電することを利用し、乳化液を陽イオン界面活性剤または両性界面活性剤によって特定のpH領域で正とすることで、自己吸着によって油剤を繊維表面に吸着させる製法である。吸着の完了が乳化液の透明化によって目視で確認できることも、この製法の利点である。また、木綿繊維は、セルロースのイオン交換能が吸着剤の選択吸着に効果的に働くため、自己吸着法に向く。最後に水分を取り除いて完成である。強固に吸着されているため、脱水の工程において吸着剤が失われることはほとんどない。
なお、レンタルであれば、使用済みの化学ぞうきんは、洗浄・再加工を経て再生される。回収された化学ぞうきんは、種類ごとに仕分けされ、塩素系の殺菌漂白剤を加えて徹底的に洗浄される。その後、十分にすすがれ、pH調整の後に、吸着材の加工処理が行われて、再度商品となる。

## 影響と評価

### 影響
化学ぞうきんの登場は、家庭の清掃を大きく変えた。掃く・拭く・磨くという工程が一度で済み、清掃にかかる時間や労力が大幅に軽減されるのに加え、ほこりを舞い上げることがなく衛生的であるとされ、1960年代に日本で商品化された際には、「万能の清掃用具」「魔法のぞうきん」などとさかんに喧伝された。クロスタイプの化学ぞうきんは、清掃用具を使い捨てにするという概念を生み、その後、1980年代後半になると、水性の洗浄剤を含浸させたキッチン用清掃シートやトイレ用清掃シートも使われるようになった。

### 安全性に対する懸念
化学ぞうきんには、カビや細菌の繁殖を防ぐために殺菌剤や防カビ剤が使用されており、こうした成分が人体に及ぼす影響を懸念する声がある。
1960年（昭和45年）2月、兵庫県川西市が主催する「川西生活学校」において化学ぞうきんが取り上げられた。この場で、要請を受けて出席していたダスキンの社員が、同社の化学ぞうきんでは殺菌のためにペンタクロロフェノール（PCP）を使用していると説明すると、農薬であるPCPが使用されているとして会場は騒然となった。この内容は、川西市が同年4月10日に発行した『消費とくらし』にも「ダスキンに農薬」「川西学習会で判明」の見出しで掲載された。西日本消費者協会の千代丸健二によると、その後も川西市役所消費担当課は同社を厳しく追及し、「化学ぞうきんなどという商品を、消費者が家庭で使うことそのことがオカしい。賢い消費者なら、こんなまやかし商品を使う必要はない」と主張したこともあって、同市や兵庫県下では解約が相次いだという。
1988年（昭和63年）頃に、新潟県消費生活センターが、先の吸着率の調査と同時に行った油剤の清掃面に対する付着テストでは、拭く度に油剤が清掃面に付着するのが確認された。これを受けて新潟県消費生活センターは、「スリッパや衣服・皮膚に再付着することも考えられる」として「使う場所に気をつけたほうがよさそう」と注意喚起している。

### 裁判
川西市の『消費とくらし』の記事を目にした西日本消費者協会の千代丸健二は、1960年（昭和45年）8月に北九州のダスキン加盟店などを呼び出して『消費とくらし』の記事の真偽やPCP使用の有無を問い質し、同年9月には西日本消費者協会の機関誌で「ダスキンに危険な農薬使用」などと追及するとともに、読売新聞・朝日新聞・毎日新聞・西日本新聞の記者に情報を提供した。この情報に基づいて、各紙はそれぞれ「化学ぞうきんに農薬」などの記事を掲載したほか、赤旗・フクニチにも類似の記事が掲載された。また、ダスキンとは別に北九州市で化学ぞうきんの製造・レンタルを行っている地元企業なども同様に呼び出し、同社の商品でのPCP使用の有無などを問い質した。
ダスキン側は、同年10月12日、ダスキンに対する信用棄損および業務妨害、同社社員に対する恐喝未遂の被害を小倉警察署に申告。千代丸は、これらに加えて、地元企業の代表取締役に対する恐喝などの容疑で、12月7日に逮捕され、同年から翌年にかけて起訴された。起訴状によれば、千代丸は、ダスキンが使用しているPCPが農薬として使用される水溶性のものではなく工業用の油溶性のものであることを知りながら「危険な農薬を使用」などとする虚偽の風説を流布した、同社社員に対してさらなる追及記事を公表する勢威を示して西日本消費者協会の企業会員となって会費を払うことを暗に求めた、地元企業の社長に対しては同様の手段を用いて千代丸の主宰するサロン「大手町クラブ」に入会させて入会費等を喝取したなどとされていた。千代丸は、厳しく追及されたダスキンや地元企業が千代丸を買収しようと試みたが応じなかったため、事実隠蔽のためにでっちあげたもので、それに警察・検察が退職する小倉警察署長の花道にしようと組した不当逮捕・起訴であると非難した。
1979年（昭和54年）9月19日、福岡地方裁判所小倉支部は、ダスキンに対する信用棄損および業務妨害については虚偽の風説の流布にはあたらないか虚偽であるとの認識を欠いていたとし、同社社員に対する恐喝未遂については金員を要求した事実が認められない上に千代丸の行動は一般消費者の安全その他の利益という目的のための手段として相当な範囲に属する行為であり脅迫行為であるとは言えないとし、地元企業の社長に対する恐喝についても金員を喝取する意思を有しその手段として脅迫行為に及んだ事実は認められないとし、これらについていずれも無罪を言い渡した。この判決は、消費者運動に関する刑事事件で無罪とされた事例として注目された。
なお、ダスキンでは「ダスキンを使用している人に無用の不安を与えない」ためとして、1960年（昭和45年）8月一杯でPCPの使用を止めている。